# ساختار داده‌های ماندگار
در علوم کامپیوتر ساختار داده‌ای ماندگار (Persistent data structure) یا «ساختار داده غیر زودگذر»، ساختاری است که هنگام تغییر همیشه نسخه قبلی خود را حفظ می‌کند. به عبارت دیگر، هرگونه به‌روزرسانی ساختار را تغییر نمی‌دهد، بلکه یک ساختار داده جدید و به‌روزتر ایجاد می‌کند. این باعث می‌شود که ساختارهای ماندگار به نظر تغییرناپذیر بیایند.
این ساختارهای داده دارای سه نوع اصلی هستند:
- تا حدی ماندگار: در این نوع، تمام نسخه‌های گذشته قابل دسترسی هستند، اما فقط جدیدترین نسخه قابل تغییر است.
- کاملاً ماندگار: هر نسخه از ساختار داده قابل دسترسی و تغییر است.
- پیوسته مداوم: این نوع امکان ادغام دو یا چند نسخه را برای ایجاد یک نسخه جدید فراهم می‌کند و یک نمودار غیر چرخه‌ای جهت‌دار (DAG) در تاریخچه ایجاد می‌کند.

ساختارهای داده ماندگار به ویژه در زبان‌های برنامه‌نویسی تابعی مفید هستند، جایی که تغییرپذیری کامل یا جزئی ممنوع است. همچنین برای برنامه‌هایی که نیاز به حفظ تاریخچه تغییرات یا اجرای عملکرد لغو/بازگردانی دارند، مفید هستند.